# Kein Wort
Kein Wort ist ein Lied der deutschen Rapperin Juju und der kosovarischen Rapperin Loredana. Der Song wurde am 16. Januar 2020 als Single veröffentlicht und erreichte die Chartspitze in Deutschland und Österreich.

## Inhalt
| Liedteil   | Künstler        |
| 1. Refrain | Loredana        |
| 1. Strophe | Loredana        |
| 2. Refrain | Juju            |
| 2. Strophe | Juju            |
| 3. Refrain | Juju & Loredana |

In Kein Wort rappen Juju und Loredana aus der Perspektive des lyrischen Ichs über eine Beziehung zu einem Mann, dem sie nicht glauben, dass er sie verlassen werde, und der keine zweite Chance bei ihnen bekomme. Loredana rappt, dass sie ihn hasse und sie dank ihres Erfolgs, das Auto, die Ehre und das Haus ihres Partners kaufen könne, wodurch er stark von ihr abhängig sei. Zudem habe sie all ihre Fans auf ihrer Seite und könne auch aufgrund ihres Aussehens leicht einen neuen Partner finden. Juju meint, dass sie einem Streit mit ihrem Partner lieber aus dem Weg gehe und sich auf ihre Karriere konzentriere, wodurch sie finanziell von ihm unabhängig sei. Daher könne er sie auch nicht mit Geld beeindrucken oder ins Bett kriegen.

„Immer, wenn du mir sagst: „Es ist vorbei“

Glaub’ ich dir kein Wort

Denn ich hab’, was du willst und du weißt

Es gibt keine zweite Chance

Ich glaub’ dir kein Wort“

## Produktion
Das Lied wurde von neun Autoren geschrieben: So verfassten die beiden Interpretinnen Judith Wessendorf (Juju) und Loridana Zefi den Text, während die Musik von Joshua Allery (Miksu), Laurin Auth (Macloud), Christoph Bauss (Shuko), Tim Friedrich, Jan Krouzilek (Krutsch), Philipp Rodrian sowie Luca Starz komponiert wurde. Krutsch und das Produzentenduo Miksu/Macloud zeichneten darüber hinaus für die Produktion verantwortlich.

## Musikvideo
Bei dem zu Kein Wort gedrehten Musikvideo führte Fati.tv Regie. Es feierte am 17. Januar 2020 Premiere auf YouTube und verzeichnete bis November 2023 mehr als 51 Millionen Aufrufe. Zu Beginn rappt Loredana den Song in einem halbdunklen Raum an einem von der Decke hängenden Mikrofon. Zudem sieht man sie auf einer verspiegelten Oberfläche und zusammen mit Juju. Diese rappt ihre Strophe danach teils in einem verregneten Auto sowie neben Loredana in einer halbdunklen Halle.

## Single

### Covergestaltung
Das Singlecover zeigt Juju und Loredana, die sich aneinander lehnen und den Betrachter anblicken. Rechts oben befindet sich der weiße Schriftzug Juju x Loredana, während der weiße Titel Kein Wort unten im Bild steht. Der Hintergrund ist grau gehalten.

### Chartplatzierungen
Kein Wort stieg am 24. Januar 2020 auf Platz eins in die deutschen Singlecharts ein und konnte sich auch in der folgenden Woche auf diesem halten. Insgesamt hielt sich das Lied 19 Wochen in den Top 100, davon fünf Wochen in den Top 10. Darüber hinaus belegte das Lied auch zwei Wochen die Chartspitze der deutschsprachigen Singlecharts. In Österreich erreichte die Single ebenfalls die Spitze und platzierte sich 13 Wochen in den Charts, während sie in der Schweiz Rang drei belegte und neun Wochen in den Top 100 vertreten war. In den deutschen Single-Jahrescharts 2020 erreichte der Song Platz 24.
| ChartsChartplatzierungen | Höchstplatzierung | Wochen |
| ------------------------ | ----------------- | ------ |
| Deutschland (GfK)        | 1 (19 Wo.)        | 19     |
| Österreich (Ö3)          | 1 (13 Wo.)        | 13     |
| Schweiz (IFPI)           | 3 (9 Wo.)         | 9      |

| ChartsJahrescharts (2020) | Platzierung |
| ------------------------- | ----------- |
| Deutschland (GfK)         | 24          |
| Österreich (Ö3)           | 52          |

### Auszeichnungen für Musikverkäufe
Kein Wort wurde im Jahr 2022 in Deutschland für mehr als 400.000 verkaufte Einheiten mit einer Platin-Schallplatte ausgezeichnet und zählt damit zu den meistverkauften Rapsongs des Landes. Mit über 2,06 Millionen Aufrufen in Deutschland ist es der meistgestreamte Titel einer Künstlerin am Tag seiner Veröffentlichung.
| Land/Region        | Auszeichnungen für Musikverkäufe (Land/Region, Auszeichnung, Verkäufe) | Verkäufe |
| ------------------ | ---------------------------------------------------------------------- | -------- |
| Deutschland (BVMI) | Platin                                                                 | 400.000  |
| Österreich (IFPI)  | Platin                                                                 | 30.000   |
| Schweiz (IFPI)     | 2× Platin                                                              | 40.000   |
| Insgesamt          | 4× Platin ·                                                            | 470.000  |